# 空軍第10落下傘コマンドー

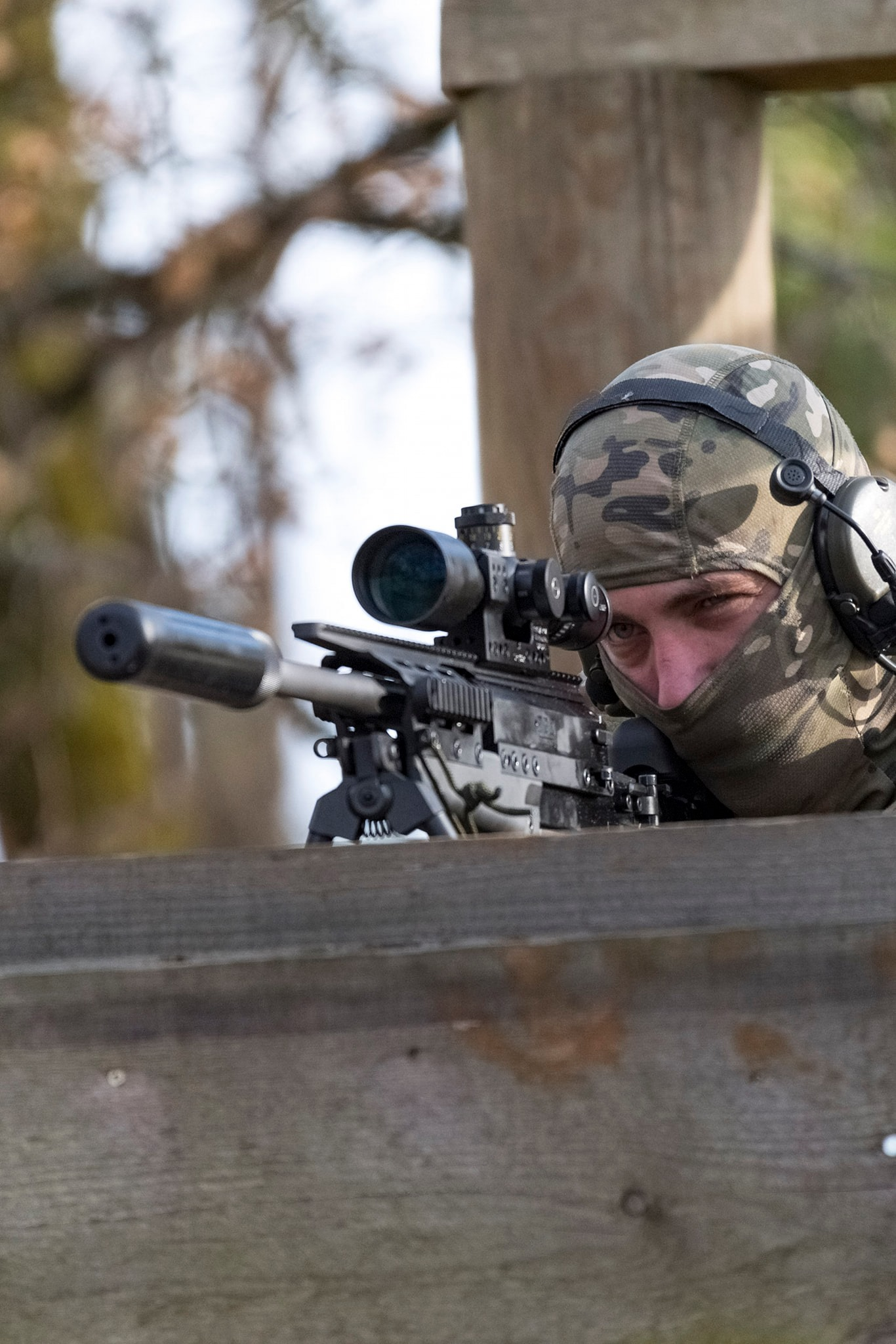
CPA10の狙撃兵

空軍第10落下傘コマンドー（くうぐんだい10コマンドー、仏:Commando parachutiste de l'air no 10、CPA10）はフランス航空宇宙軍の特殊部隊。空軍に所属しているが、命令系統上は特殊作戦司令部の指揮下にある。

## 歴史
1935年、フランス空軍はソビエト連邦軍のパラシュート降下に興味を持ち、パラシュート降下技術と装備に慣れるさせるため3人の将校をソ連での訓練に派遣する。
その後、将校らはフランス空軍内に空挺部隊を創設。それを前身にCPA10は1956年6月1日に正式に設立され、結成と同時にアルジェリア戦争に参加した。
1994年1月1日、CPA10は特殊作戦司令部に統合された。
その後、アフガニスタン紛争やマリ共和国でのセルヴァル作戦などに参加している。

## 任務
- 目標の指定と空爆の誘導（ODESSAミッション）
- 空港区域の掌握と回復（RESEDAミッション）
- 「強襲上陸」または「空中投下」のための地形偵察（RTPAミッション）
- テロ対策、人質救出（CTLOミッション）、国民の避難（RESEVACミッション）
- 深部偵察または目標破壊

## 主要装備
- FA-MAS
- M4A1カービン(+M203)
- H&K HK416
- HK417
- H&K MP5(SD3)
- クリス ヴェクター
- グロック17
- ベネリM3
- PGM ウルティマ・レシオ狙撃銃
- ミニミ軽機関銃